# Skavlsletta
Koordinaten: 73° 26′ S, 3° 42′ W
Die Skavlsletta (norwegisch für Schneeverwehungsebene) ist ein kleines, flaches und eisbedecktes Gebiet im ostantarktischen Königin-Maud-Land. In der Kirwanveggen liegt es zwischen der Svartbandufsa und der Tverregga.
Norwegische Kartographen, welche die Ebene auch benannten, nahmen anhand von Luftaufnahmen und Vermessungen der Norwegisch-Britisch-Schwedischen Antarktisexpedition (1949–1952) eine Kartierung vor.